# Смерть Крістіни та Віолетти Джеордсевич
Крістіна та Віолетта Джеордсевич або Ебрехмович — італійські ромські сестри віком 13 і 11 років, які потонули в морі на громадському пляжі в Торрегавета в метрополійному місті Неаполь 19 липня 2008 року. Медіа поширили фотографії інших відвідувачів пляжу, які, очевидно, продовжували своє дозвілля, байдужі до тіл дівчат, частково прикритих пляжними рушниками. Коментатори витлумачили це як символ поширених антиромських настроїв в Італії.

## Смерті
Крістіна та Віолетта народилися та виросли в «Campo Autorizzato» (санкціонованому таборі) у Скампії або Секондільяно в Неаполі у родині Бранко та Міріани Джеордсевичів, які були вихідцями з колишньої Югославії та належали православної віри. У день своєї смерті Крістіна та Віолетта зі своєю сестрою Діаною (9 років) і двоюрідною сестрою Мануелою (16 років) поїхали залізницею Кумана з табору до кінцевої зупинки в Торрегаветі, біля популярного громадського пляжу поруч із приватним пляжем. Пляж розділений між приміськими громадами Баколі та Монте-ді-Прочида. Дівчата продавали відпочивальникам дрібнички, а також, за деякими даними, жебрали.
Четверо дівчат вирішили зайти в море попри бурхливі хвилі та невміння плавати. Море на пляжі має небезпечні течії і за попередні 15 років було щонайменше 10 випадків утоплення. Не було рятувальників або попереджувальних повідомлень; місцевість бідна, а державних коштів не вистачало. Один з очевидців сказав, що на той момент у воді нікого більше не було. Крістіна та Віолетта були далі і їх віднесло під воду до каміння. Мануела та Діана покликали на допомогу, прибули рятувальники з сусідніх приватних пляжів. Берегова охорона прибула протягом 10 хвилин, але дівчата потонули, тому вони повідомили в муніципальний морг і поїхали. Поліція забрала вцілілих дівчат, щоб зв'язатися з батьками. Пляжний рушник покривав кожен труп, крім ніг.
«Натовп цікавих, що утворився навколо тіл, швидко розійшовся». Тіла залишалися на пляжі, доки не прибув персонал моргу, після інтервалу, який, як повідомлялося, становив одну або три години. Протягом цього часу «пляжне життя відновилося»: люди засмагали, влаштовували пікнік або грали. Зрештою тіла поклали в труни і винесли.

## Реакція
Фотографії були опубліковані на перших сторінках La Repubblica і Corriere della Sera, а також в Інтернеті та в іноземних медіа. На одному були зображені трупи дівчат, а на задньому плані пара влаштувала пікнік; інша труна, яку несуть повз людей у шезлонгах. Серед італійців, які засудили цю сцену, були «ліберальна еліта», газети та групи громадянських свобод, а також кардинал Крещенціо Сепе, архієпископ Неаполя, який написав у своєму блозі, що це є «огрубленням людських почуттів». Лаура Болдріні, представник УВК ООН в Італії, висловила «стурбованість обставинами, як розгорталася трагедія».
Коментатори пов'язали цей інцидент із нещодавнім сплеском антиромського популізму, включаючи протистояння в робітничих кварталах і сенсаційне висвітлення в медіа ймовірної злочинності ромів. У травні чутки про те, що ромська жінка викрала дитину, призвели до насильства та підпалів у двох таборах ромів у Неаполі. Роберто Мароні, міністр внутрішніх справ в уряді Берлусконі, оголосив про схему реєстрації всіх ромів за фотографією або відбитком пальця. Триваючий страйк зі збору сміття також зіпсував громадські настрої в Неаполі. Agence France-Presse повідомило, що італійці «незначно відреагували на протести» і що кардинал Сепе був «єдиним серед провідних діячів, які засудили явну байдужість тих, хто засмагав».
Франческо Яннуцці, мер Монте-ді-Прочіда, звинуватив у інциденті затримку персоналу моргу, який прибув на місце події; він заперечував звинувачення в байдужості на тій підставі, що багато хто намагався врятувати дівчат; він сумнівався, чи міг натовп знати етнічну приналежність дівчат. Серджіо Романо, визнаючи байдужість натовпу, як і Яннуцці, поставив під сумнів расистський вимір, вказавши на подібний випадок тіла нерома на пляжі в північній Італії в 1997 році. З тих, чиї фотографії були опубліковані, один запитав відвідувачів пляжу: «що вони мали робити?»; один сказав France 24, що стурбовані випадкові перехожі пильнували біля тіл, і на його фотографії видно «рідкісний момент, коли вони віддалилися». Стаття в журналі Nanni показала, що завдяки ракурсу на опублікованих фотографіях відвідувачі пляжу виглядають ближче до тіл, ніж це було насправді. Деякі місцеві казали, що ті, хто залишився на пляжі, були «українцями чи поляками».
У ромському таборі в Неаполі дівчатам відслужили православну панахиду, на якій були присутні 300 ромів, а також представники міста та області. Після цього були 10-денні поминки. Їх поховали на кладовищі Куаліано. Місцева католицька парафія та громада Сант-Егідіо організували поминальну месу в сусідньому Ерколано 23 липня, щоб «послати послання любові та солідарності». Засідання ради комуни Неаполя одностайно погодилося назвати вулицю на честь дівчат. У наступні роки в Сант-Егідіо відбувалися ювілейні молебні.
Роберто Маліні з правозахисної організації EveryOne Group поставив під сумнів офіційну версію подій, припустивши прикриття вбивства. Мати дівчат це заперечувала і наполягала, що вони втопилися. У жовтні 2009 року найближчі родичі дівчат подали позов проти муніципалітетів Баколі та Монте-ді-Прочіда за те, що вони не забезпечили необхідних заходів безпеки на морі на пляжі.
SEPSA — Spettatori all'esequie di passeggeri senz'anima, п'єса Міммо Бареллі 2009 року, заснована на двох подіях: утоплення в Торрегаветі та смерть, також у Неаполі, Петру Бірладяну, румунського вуличного музики, убитого перехресним вогнем під час перестрілки Каморри.